# Vitex cooperi
Vitex cooperi là một loài thực vật thuộc họ Verbenaceae. Loài này có ở Costa Rica, Guatemala, Honduras, Nicaragua, và Panama.